# Til middag hos...
Til Middag Hos... er et dansk reality-program, baseret på det britiske Come Dine With Me, hvor fire kendte danskere skiftevis laver mad til de tre andre konkurrenter. Efter hver aften giver de tre konkurrenter point, for værtens madkundskaber og værtskab. De fire deltagere kæmper om 10.000 kr. som vinderen giver til et godt formål efter eget valg. Programmet havde premiere den 25. januar 2010 og vises på TV3.
På Kanal 5 sendes 4-Stjerners Middag, der har stort set samme koncept.
Der er foreløbig lavet 148 programmer fordelt på 3 sæsoner.

## Medvirkende i sæson 1 (foråret 2010, 52 programmer)
1.  Sæson (2023/2024):
- Jeppe Sørensen (3. plads)
- Andreas Hjorth Poulsen (2. plads)
- Frederik Hagelskjær
- Emil Hjorth Poulsen (Vinder)
- Jonas Sørensen
- Hussein El-saedi
- Mads Agergaard (Mødte aldrig op???)

1. uge (25.-28. januar):
- Anne-Grethe Bjarup Riis
- Camilla Ottesen
- Alexander Kølpin
- Peter Aalbæk Jensen

2. uge (1.-4. februar):
- Julie Steincke
- Jesper Lohmann
- Peter Tanev
- Sarah Louise Christiansen

3. uge (8.-11. februar):
- Rikke Gøransson
- Annette Heick
- Janus Nabil Bakrawi
- Jesper Gadegaard

4. uge (15.-18. februar):
- Carsten Werge
- Kira Eggers
- John Zoffmann
- Freya

5. uge (22.-25. februar):
- UFO
- Mai-Britt Vingsøe
- Søren Rislund
- Linda Andrews

6. uge (1.-4. marts):
- Michael Bjørnson
- Anni Fønsby
- Joachim Knop
- Malene Hasselblad

7. uge (8.-11. marts):
- Sara Bro
- Søren Fauli
- Mikkel Herforth
- Simon Emil Ammitzbøll

8. uge (15.-18. marts):
- Anja Steensig
- Jan Monrad
- Manu Sareen
- Uffe Buchard

9. uge (22.-25. marts):
- Morten Skærved
- Frederik Fetterlein
- Marie Egede
- Casper Elgaard

10. uge (29. marts-1. april):
- Jim Lyngvild
- Anna Thygesen
- Pia Kjærsgaard
- Bryan Rice

11. uge (5.-8. april):
- Gordon Kennedy
- Per Pallesen
- Dennis Knudsen
- Camilla Miehe-Renard

12. uge (12.-15. april):
- Timm Vladimir
- Anders Blichfeldt
- Camille Jones
- Kenny Aleksandr

13. uge (19.-22. april):
- Said Chayesteh
- Henrik Launbjerg
- Audrey Castañeda
- Marie Carmen Koppel

## Medvirkende i sæson 2 (efteråret 2010, 48 programmer)
1. uge (23.-26. august):
- Sascha Dupont
- Dennis Knudsen (skulle have været Sven-Ole Thorsen, men han blev droppet pga. for grov opførsel over for Sascha Dupont[1])
- Sonny Fredie-Pedersen
- Brigitte Nielsen

2. uge (30. august-2. september) – Hollywoodfrue Special:
- Kirsten Prosser
- Ines Romero
- Simone Levin
- Lisa Aybike Kir

3. uge (6.-9. september):
- Karl Bille
- Therese Glahn
- Noam Halby
- Ibi Støving

4. uge (13.-16. september:
- Tomas Villum Jensen
- Adam Duvå Hall
- Simon Jul Jørgensen
- Morten Remar

5. uge (20.-23. september):
- Claus Elming
- Lai Yde
- Lene Hansson
- Julie Bundgaard

6. uge (27.-30. september):
- Thorkild Thyrring
- Flemming Pless
- Anne-Grethe Bjarup Riis
- Trine Appel

7. uge (4.-7. oktober):
- Saseline Sørensen
- Maria Lucia Rosenberg
- Helge Adam Møller
- Amin Jensen

8. uge (11.-14. oktober):
- Lasse Spang Olsen
- Victor Feddersen
- Michel Castenholt
- Komtesse Camilla af Rosenborg

9. uge (18.-21. oktober):
- Jette Torp
- Mek Pek
- Anne Sofie Espersen
- Anne Larsen

10. uge (25.-28. oktober):
- Anders Bircow
- Nabiha
- Thomas Bickham
- Michael Rasmussen

11. uge (1.-4. november):
- Eva Kjer Hansen
- Lars Rasmussen
- Kia Liv Fischer
- Ali Kazim

12. uge (8.-11. november) – Paradise Special:
- Peter Birch
- Amalie Szigethy
- Susan K
- Rasmus Dall

## Medvirkende i sæson 3 (foråret 2011, 48 programmer)
1. uge (24.-27. januar):
- Lasse Rimmer
- Nikolaj Steen
- Andreas Bo Pedersen
- Emil Thorup

2. uge (31. januar-3. februar):
- Mark 'Flotte Fyr' Hansen
- Zabrina Kondrup
- Amalie Szigethy
- Peter Birch

3. uge (7.-10. februar):
- Oliver Bjerrehuus
- Jørgen Klubien
- Allan Tornsberg
- Malena Belafonte

4. uge (14.-17. februar):
- Thomas Wivel
- Linse Kessler
- Charlotte Kejser
- Denice Klarskov

5. uge (21.-24. februar) – Vild med dans Special:
- Vickie Jo Ringgaard
- Mads Vad
- Christina Hembo
- Anne Kejser

6. uge (28. februar-3. marts):
- Niarn
- Karen Busck
- Einar 'MC Einar' Enemark
- Pernille Vallentin

7. uge (7.-10. marts):
- Jean von Baden
- Thomas Madvig
- Master Fatman
- Fie Adamas

8. uge (14.-17. marts):
- Trine Gadeberg
- Pia Kjærsgaard
- Anne Louise Hassing
- Farshad Kholghi

9. uge (21.-24. marts):
- Karen Mukupa
- André Babikian
- Ataf
- Laura Drasbæk

10. uge (28.-31. marts):
- Peter Palshøj
- Jan Linnebjerg
- Søren Malling
- Jason Watt

## Medvirkende i sæson 7 (efteråret 2017, 24 programmer)
Den kendt, som er makeret med Bold, har vundet ugens konkurrence.
1. uge ():
- Lotte Friis (1) (30 point)
- Geo (3) (28 point)
- Farshad Kholgi (2) (29 point)
- Pernille Vermund (3) (28 point)

Geo og Pernille delte tredjepladsen, idet de fik 28 point hver.
2. uge ():
- Sune Demant (1) (25 point)
- Zindy Laursen (3) (23 point)
- Manu Sareen (4) (21 point)
- Louise Dorph (2) (24 point)

3. uge ():
- Helena Heuser (3) (23 point)
- Lea Hvidt (3) (23 point)
- Ole Stephensen (2) (24 point)
- Claus Elming (1) (26 point)

4. uge ():
- Jonathan Berntsen (3) (25 point)
- Magnus Høegh Kofoed (3) (25 point)
- Dak Wichangoen (1) (29 point)
- Jonas Mikkelsen (2) (27 point)

5. uge ():
- Søren Dahl (3) (25 point)
- Mai Manniche (2) (27 point)
- Lars Rasmussen (2) (27 point)
- Richard Ragnvald (1) (29 Point)

6. uge ():
- Cath Alexandrine Danneskoid-Samsøe (2) (25 Point)
- Lai Yde (3) (23 Point)
- Laura Lindahl (1) (26 Point)
- Heino Hansen (2) (25 Point)

## Medvirkende i sæson 8 (efteråret 2018, 32 programmer)
Den kendt, som er makeret med Bold, har vundet ugens konkurrence.
1. uge (17.-20. september):
- Naser Khader (4)
- Mads Barner-Christensen (3)
- Line Baun Danielsen (1)
- Gina Jaqueline (2)

2. uge (24.-27. september):
- Uffe Holm (1)
- Fie Laursen (4)
- Joachim Knop (3)
- Nicoline Toft (2)

Uffe Holm vandt med en strategi om at give 1 point til de andre konkurrenter, fordi han ville vinde de 10.000 kr til hans gode formål.
3. uge (1.-4. oktober):
- Anne Louise Hassing (2)
- René Holten Poulsen (2)
- Kristina Kristiansen (1)
- Anders Fjelsted (3)

4. uge (8.-11. oktober):
- Michèle Bellaiche (2)
- Jens Werner (4)
- Sarah Mahfoud (2)
- Bryan Rice (1)

Michelle, Sarah og Bryan havde 27 point hver, og derfor var det op til Jens at beslutte, hvem der skulle være vinderen. Han besluttede, at Bryan Rice skulle være ugens vinder.
5. uge (15.-18. oktober):
- Gordon Kennedy (2)
- Sussi La Cour (4)
- Michael Olesen (1)
- Sada Vidoo (3)

6. uge (22.-25. oktober):
- Anne Sofie Espersen (1)
- Michael Rasmussen (3)
- Kristine Sloth (4)
- Abdel Aziz Mahmoud (2)

7. uge (29. oktober-1. november):
- Jokeren (4)
- Astrid Olsen (2)
- Julie Berthelsen (1)
- Sussi Nielsen (3)

Astrid Olsen og Julie Berthelsen havde 28 point hver, og derfor var det op til Jokeren og Sussi Nielsen at beslutte, hvem der skulle være vinderen. De besluttede, at Julie Berthelsen skulle være ugens vinder.
8. uge (5.-8. november):
- Francis Cardenau (2)
- Umut Sakarya (3)
- Morten Krogholm (2)
- Jesper Vollmer (1)

## Medvirkende i sæson 9 (efteråret 2019, 32 programmer)
Den kendt, som er makeret med Bold, har vundet ugens konkurrence.
1. uge (16.-19. september):
- Jan Linnebjerg (3)
- Mille Funk (4)
- Ditte Julie Jensen (1)
- Amalie Szigethy (2)

2. uge (23.-26. september):
- Tommy Kenter (3)
- Louise Kjølsen (3)
- Carla Mickelborg (2)
- Johnny Hansen (1)

3. uge (30.september-3. oktober):
- Sigmund Trondheim (4)
- Niels Pinborg (1)
- Camilla Frederikke (3)
- Katrine Daugaard (2)

4. uge (7.-10. oktober):
- Olivia Salo (4)
- Danny Kool (3)
- Anni Fønsby (2)
- Amin Jensen (1)

5. uge (14.-17. oktober):
- Kenneth Karlsen (1)
- Michael Museth (3)
- Henrik Jyrk (2)
- Patrick Godberg (2)

6. uge (21.-24. oktober):
- Pelle Hvenegaard (3)
- Janus Bakrawi (3)
- Cana Buttenschøn (1)
- Le Gammeltoft (2)

7. uge (28.-31. oktober):
- Rachal Elleby (4)
- Philip May (3)
- Micki Cheng (1)
- Kirsten Marie Skaarup (2)

8. uge (4.-7. November):
- Annemette Voss (2)
- Dan Andersen (3)
- Jackie Navarro (3)
- Allan Nielsen (1)

## Medvirkende i sæson 10 (efteråret 2020, 16 programmer)
Den kendte, som er markeret med Bold, har vundet ugens konkurrence.
1. uge (7.-10. september):
- Jenna Bagge (4)
- Rane Willerslev (2)
- Jeanette Ottesen (3)
- Peter Mygind (1)

2. uge (14.-17. september):
- Michael Maze (2)
- Kirsten Siggaard (3)
- Anders Stjernholm (4)
- Annette Heick (1)

3. uge (21.-24. september):
- Katerina Pitzner (1)
- Claire Ross-Brown (2)
- André Babikian (4)
- Silas Holst (3)

4. uge (27.-30. september):
- Frederik Nonnemann (3)
- Cecilie Schmeichel (4)
- Pusle Helmuth (2)
- Jesper Nielsen (1)

## Medvirkende i sæson 11 (2021)
- Asta Björk
- Kaspar Arianto
- Stephanie Siguenza
- Kevin Andreasen
- Ole Kibsgaard
- Trine Appel
- Stephanie Karma Salvarli
- Daniel Hoffe
- Poul Madsen
- Rosa Lund
- Morten Kjeldgaard
- Laura Drasbæk
- Kasper Fisker
- Karina von d'Ahé
- Nicolas Dalby

## Medvirkende i sæson 13 (2024)
1. uge
- Gustav Salinas
- Vivi Bach
- Jackie Navarro
- Dennis Knudsen

2. uge
- Ditte Okman
- Peter Aalbæk
- Soeren Le Schmidt
- Mette Thiesen

3. uge
- Nadia Malm
- Helin Erdem
- Sinan Türkmen
- Nynne Larsen

4. uge
- Sille Nimholm
- Linse Kessler
- Sikandar Siddique
- Gorm Wisweh